# 新加坡旅遊局

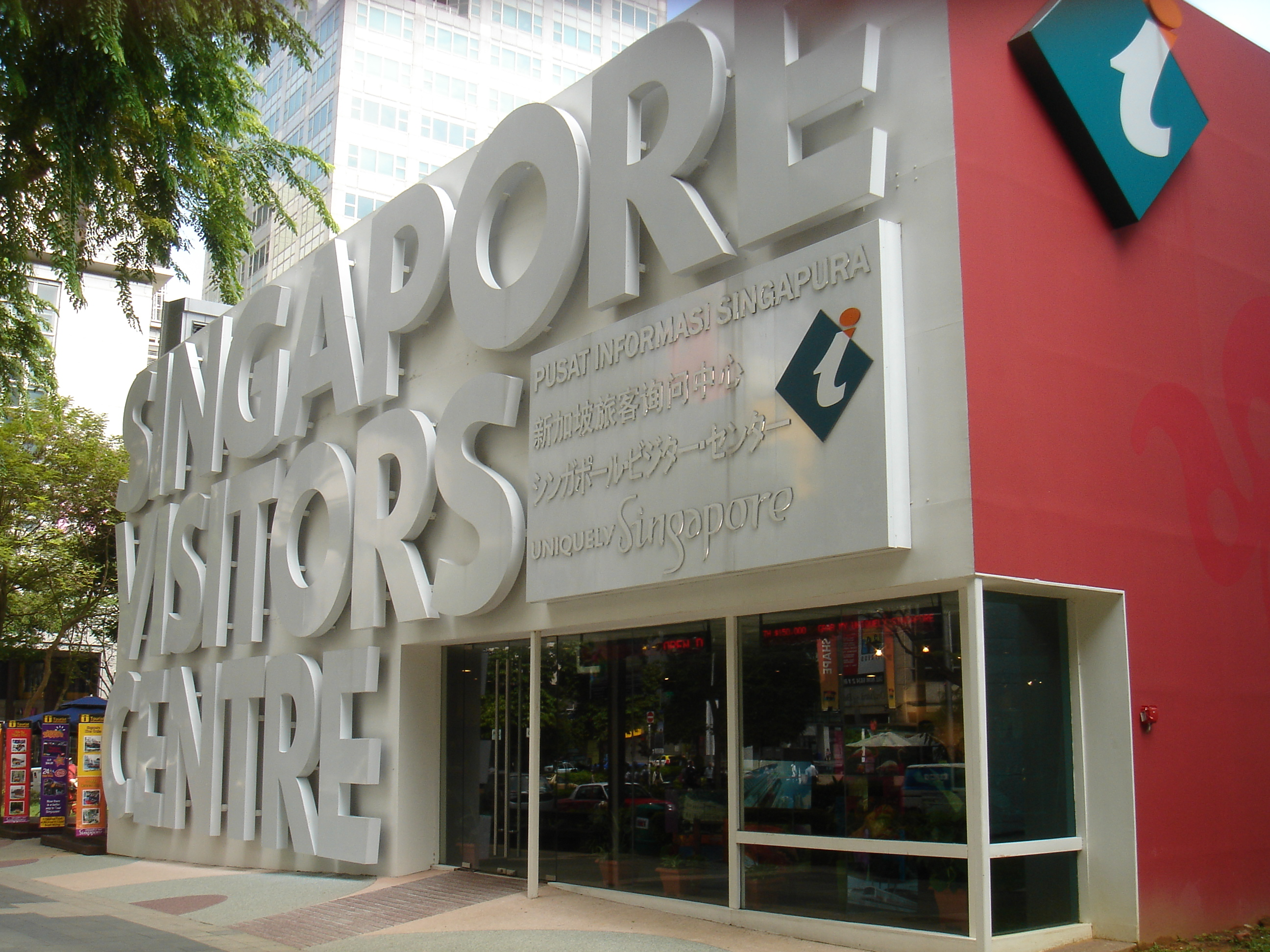
位於烏節路的遊客中心

新加坡旅遊局（英語：Singapore Tourism Board，簡稱：STB），是新加坡貿易及工業部轄下的法定機構。前身為新加坡旅游促进局（Singapore Tourist Promotion Board），1964年成立，原本的目標在於統籌酒店、航空公司和旅行社的工作，以促進旅遊業在新加坡的發展，魚尾獅一直是它的官方標誌，到1997年改用現有的名稱。

## 外部連結
- 官方网站
- YourSingapore.com （页面存档备份，存于） - Official Tourist Guide by STB
- Singapore Tourism Guide （页面存档备份，存于）
- ComeSingapore.com （页面存档备份，存于） - Unofficial Travel Guide to Singapore
- Singapore Travel Blogs
- Singapore Travel & Tourism Guide （页面存档备份，存于）